# Vogelpestuitbraak in Thailand in 2003-2004
Thailand werd in 2003 getroffen door een uitbraak van de vogelpest veroorzaakt door het H5N1 virus. De politiek in Thailand staat niet toe dat de eerste berichten naar buiten worden gebracht om het publiek te waarschuwen. In 2003 wordt er voor 70 miljard baht aan pluimveeproducten uitgevoerd en men wil de industrie niet schaden door naar buiten te brengen dat er problemen zijn. Dit is een overzicht van de gebeurtenissen:
- Oktober/November 2003:
  - Duizenden kippen in het het district Nong Bua van de provincie Nakhon Sawan worden dood gevonden zonder verklaring. Dierenartsen van het Noordelijke Veeteelt Kantoor bezoeken de boerderijen en nemen uitwerpselen van de kippen mee voor laboratoriumtesten in het hoofdkwartier van de organisatie in Bangkok. Er wordt een rapport naar buiten gebracht dat het cholera betreft, maar het departement vraagt toch aan alle boeren in een radius van 6 kilometer om de kippen te slachten. Dit resulteert in het slachten van meer dan 1 miljoen kippen in het Nong Bua district. Tot in januari 2004 zal worden volgehouden dat er bij deze testen niet het vogelgriepvirus is gevonden. In de eerste 3 maanden van de uitbraak wordt een aantal mensen opgenomen in het ziekenhuis met vogelgriepsymptomen en een aantal sterven, dit wordt echter nooit officieel erkend, zelfs niet na het officieel toegeven dat het griepvirus al voor een langere tijd rondgaat.
- December 2003:
  - Onderzoekers realiseren zich dat de kippen nooit dood kunnen zijn gegaan aan cholera omdat de kippen daartegen gevaccineerd waren. Ze besluiten dat het de vogelpest moet zijn, maar geen van hun durft dit te vertellen.
  - Het departement van veeteelt probeert de uitbraak onder controle te brengen door alle kippen en eenden in risicogebieden te slachten. Ook in de provincies Suphanburi en Nakhon Pathom overlijden kippen mysterieus.
  - De regering en boeren proberen een compensatieregeling overeen te komen, maar de onderhandelingen falen. Een preventieprogramma wordt gestart in de provincie Nakhon Pathom, een van de maatregelen is het slachten van miljoenen kippen.
- januari 2004
  - Geruchten over een uitbraak van de vogelpest circuleren, op 15 januari verschijnen de eerste artikelen in de pers.
  - 15 januari: De minister van veeteelt Newin Chidchob ontkent de geruchten en verklaard dat de vogels cholera hebben.
  - 16 januari: Minister Newin Chidchob bedreigt de media met rechtszaken omdat ze leugens verspreiden over het aantal gedode kippen. Volgens zijn claim zijn er slechts 847.077 kippen geslacht en 29.746 aan cholera overleden.
  - Het departement van veeteelt kondigt aan dat de cholera-uitbraak onder controle is.
  - Drie tijgers en een leeuw sterven in een privédierentuin nadat ze met rauw kippenvlees gevoerd zijn.
  - 17 januari: Minister-president Thaksin Shinawatra verklaart in een radio toespraak dat er absoluut geen vogelgriep in Thailand is. Volgens Thaksin is dit door de wereldgezondheidsorganisatie bevestigd. Ook valt volgens de minister-president het aantal dode kippen wel mee, nog geen 20.000, het lijken er alleen veel omdat we ze allemaal op  één plaats hebben gelegd.
  - 18 januari: Minister Newin Chidchob verklaart dat het eten van kip veilig is en demonstreert dit door kip te eten.
  - De organisatie voor het beheer van dierentuinen besluit te stoppen met het voeren van kip aan de dieren in alle vijf dierentuinen onder zijn beheer.
  - 20 januari: Maaltijden bereid met kippenvlees worden geserveerd tijdens een kabinetsontmoeting die op de televisie wordt uitgezonden, het doel is om de angst voor de vogelpest weg te nemen.
  - 21 januari: Minimaal 3 mensen met het vogelpestvirus worden in het ziekenhuis opgenomen.
  - 22 januari: Een 7-jarige jongen in de provincie Suphanburi wordt het eerste officiële erkende geval van de vogelpest.
  - Dr. Prasert Thaongcharoen van het Siriraj hospitaal verklaart dat de kippen gedood zijn door het kippenvirus. Dr. Prasert is een gerespecteerd viroloog in Thailand en hij verklaart dat hij de testen in het laboratorium zelf heeft gedaan en dat hij het virus H5N1 heeft gevonden.
  - Ondanks dit bericht blijft de minister van Agricultuur, Newin Chidchob, bij zijn eerdere verklaring dat het slechts cholera en bronchitis betreft. Ook de minister-president Thaksin Shinawatra ontkent dit.
  - Japan stopt met de import van Thais kippenvlees.
  - Meer dan 1 miljoen kippen worden geslacht op 113 boerderijen in de provincie Suphanburi.
  - 25 januari: De Thaise minister-president Thaksin Shinawatra geeft toe dat de regering al twee weken wist dat er vogelgriep was.
  - 27 januari: Het kabinet stelt een compensatiepakket voor om de boeren financiële schadevergoeding te geven en/of nieuw pluimvee. Tot vandaag aan toe zijn er 10 miljoen kippen geslacht, de verwachting is dat het er in totaal 22 miljoen zullen worden, de kosten hiervan zijn ongeveer 500 miljoen baht.
  - Een 24-uurs telefoonnummer opengesteld door de regering wordt overspoeld door telefoontjes van burgers die in paniek zijn (02 653 4401)
  - Dr. Prasert Thaongcharoen waarschuwt publiekelijk dat het vogelgriepvirus makkelijk kan muteren in varkens en zwijnen en dan gevaar kan opleveren voor mensen. Minister-president Thaksin Shinawatra ontkent dat dit mogelijk is en gebruikt het Thaise voorvoegsel ai voor de naam van de dokter. Het gebruik van dit voorvoegsel is een grove belediging in Thailand. Volgens Thaksin heeft de dokter te veel voorstellingsvermogen en is er nog niets wetenschappelijk bewezen.
  - Volgens onderzoek van de Madison School of Veterinary Medicine van de universiteit van Wisconsin in de Verenigde staten is er inderdaad een zeer grote mogelijkheid voor mutatie van het virus in varkens.
  - 28 januari: Tijdens een persconferentie verklaart de regeringswoordvoerder Jakrapob Penkair dat een aantal departementen hun werk niet hebben gedaan. Het Engelse woord dat hij hierbij gebruikt is screwup. De minister-president belooft dat de schuldigen snel gevonden en gestraft zullen worden.
  - In een persconferentie zegt minister-president Thaksin Shinawatra dat alle landen openheid van zaken moeten geven omtrent de vogelgriepcrisis.
  - Er wordt door verscheidene artsen naar buiten gebracht dat er waarschijnlijk al meer mensen het vogelgriepvirus hebben opgelopen dan bekendgemaakt. De Thaise regering ontkent dit bericht.
  - In de buitenlandse pers komt de Thaise regering in een slecht daglicht. Vooral de Australische omroep ABC heeft in het programma AM felle kritiek en vraagt zich af of menselijke slachtoffers niet voorkomen hadden kunnen worden. Het programma vraagt zich openlijk af of de Thaise regering nog wel op zijn woord vertrouwd kan worden.
- Februari 2004:
  - 7 februari: Op het Sanam Luang in Bangkok vindt een evenement plaats waarbij gratis kippenvlees wordt verstrekt door verscheidene restaurants en organisaties aan iedereen die het wil komen eten. Mocht iemand sterven aan het eten van dit vlees dan geeft de regering een beloning van 5 miljoen baht aan de familie van de overledene. De regering hoopt hiermee de vrees voor het vogelgriepvirus weg te nemen.
  - 20 februari: Dierenartsen in Thailand hebben vastgesteld dat het H5N1 virus dat de vogelgriep veroorzaakt, verantwoordelijk is voor de dood van minimaal twee katten in de provincie Nakhon Pathom. Het virus lijkt hiermee ook overgeslagen te zijn op deze diersoort.
  - 27 februari: Japan laat de import van gekookt Thais kippenvlees van 4 bedrijven weer toe.
- Mei 2004:
  - 28 mei: Thaksin Shinawatra verklaart dat de bevolking van Chiang Mai zich geen zorgen hoeft te maken om de 1000 dode kippen op een onderzoeksboerderij bij de universiteit van Chiang Mai. Volgens de minister-president is de uitbraak onder controle, alhoewel het onduidelijk is hoe de kippen besmet zijn geraakt.